# Coupe des clubs champions européens de futsal 1994-1995
Navigation
1993-1994 1995-1996
La Coupe des champions de futsal 1994-1995 est la neuvième édition de la Coupe des clubs champions européens de futsal. Le tournoi a lieu du 9 au 14 avril 1995 à Maspalomas, sur l'île de Grande Canarie, et voit six clubs s'affronter.
Le Dina Moscou est sacré meilleur club d'Europe en battant en finale l'hôte espagnol du Maspalomas Sol de Europa (es) (6-5).

## Organisation
Pour la troisième édition de suite (1990-91 puis 1993-94 avec l'arrêt de deux ans), la compétition est accueillie par le champion d'Espagne. 

### Format
Le format est identique aux deux éditions précédentes. Il comprend six équipes invitées qui s'affrontent d'abord dans une phase de groupes en tournoi toutes rondes. Les premiers de chacune des deux poules s'affrontent pour la finale de la compétition. 
Le tournoi est dit en conformité avec les règlements de la FIFA mais l'UEFA n'est pas l'organisateur de la compétition. 

### Clubs participants
Six champions nationaux sont invités à la compétition. Le club belge du ZVK Hasselt, triple tenant du titre du nouveau Championnat de futsal de l'URBSFA, dispute la compétition pour la cinquième fois en neuf éditions et atteint deux fois la finale, (deux défaites).
Seuls le Dina Moscou et le Torrino SC Roma ont aussi déjà participé à l'épreuve, l'année précédente, tous deux éliminés au premier tour.
| Équipe                        | Qualification,                      | Nbr participation | Dernière participation | Meilleur résultat          |
| ----------------------------- | ----------------------------------- | ----------------- | ---------------------- | -------------------------- |
| ZVK Hasselt                   | Champion de Belgique URBSFA 1993-94 | 5e                | 1993-94                | finaliste x2 (1986 & 1987) |
| MFK Dina Moscou               | Champion de Russie                  | 2e                | 1993-94                | 1er tour (1993-94)         |
| Torrino SC Rome               | Champion d'Italie 1993-94,          | 2e                | 1993-94                | 1er tour (1993-94)         |
| Maspalomas Sol de Europa (es) | Champion d'Espagne 1993-94,         | 1re               | -                      | -                          |
| Sokoli Samobor                | Champion de Croatie                 | 1re               | -                      | -                          |
| Apenta Nestle Budapest        | Champion de Hongrie                 | 1re               | -                      | -                          |

## Compétition

### Phase de groupes

#### Groupe A
| Rang | Équipe          | Pts | J | G | N | P | Bp | Bc | Diff |
| ---- | --------------- | --- | - | - | - | - | -- | -- | ---- |
| 1    | MFK Dina Moscou | 6   | 2 | 2 | 0 | 0 | 15 | 4  | +11  |
| 2    | Torrino SC Roma | 1   | 2 | 0 | 1 | 1 | 6  | 7  | -1   |
| 3    | Sokoli Samobor  | 1   | 2 | 0 | 1 | 1 | 6  | 14 | -8   |

| 10 mai 1995 | Torrino SC Rome                                     | 3 – 3   | Sokoli Samobor                        |  |  |
|             | Faiola (it) 7e · Albanesi (it) 26e · Rubei (it) 36e | (1 – 2) | 8e Mavrović · 10e Prika · 28e Haluzan |  |  |

| 11 mai 1995 | Dina Moscou                                                                               | 9 – 1   | Sokoli Samobor |  |  |
|             | Eremenko 11e 18e 22e 23e 27e · Alekberov (it) 14e 16e · Koščug (it) 29e · Markin (it) 33e | (4 – 0) | 34e Mavrović   |  |  |

| 12 mai 1995 | Dina Moscou                             | 4 – 3   | Torrino SC Rome                  |  |  |
|             | Eremenko 10e 12e 33e · Abjanov (it) 34e | (2 – 0) | 21e 39e Roma (it) · 39e De Sibbi |  |  |

#### Groupe B
| Rang | Équipe                        | Pts | J | G | N | P | Bp | Bc | Diff |
| ---- | ----------------------------- | --- | - | - | - | - | -- | -- | ---- |
| 1    | Maspalomas Sol de Europa (es) | 6   | 2 | 2 | 0 | 0 | 12 | 3  | +9   |
| 2    | ZVK Hasselt                   | 1   | 2 | 0 | 1 | 1 | 5  | 6  | -1   |
| 3    | Apenta Nestle Budapest        | 1   | 2 | 0 | 1 | 1 | 8  | 16 | -8   |

| 10 mai 1995 | Maspalomas SE                                                                                      | 11 – 3  | AN Budapest                           |  |  |
|             | Basti 4e 7e 12e · Rafa 5e · Renato 10e · Luis Martin 19e 37e · Toni Alfonso 19e · Rufo 34e 37e 38e | (0 – 2) | 6e Pribeli · 27e Juhazs · 40e Pribeli |  |  |

| 11 mai 1995 | ZVK Hasselt                                   | 5 – 5   | AN Budapest                                           |  |  |
|             | Maes 1re 31e 32e · Houben 10e · Merk (it) 32e | (2 – 1) | 15e Takas · 21e 30e Juhazs · 32e Pribeli · 33e Sekula |  |  |

| 12 mai 1995 | Maspalomas SE | 1 – 0   | ZVK Hasselt |  |  |
|             | Basti 12e     | (1 – 0) |             |  |  |

### Match pour la3eplace
Une seule source mentionne un match pour la troisième place. Il est joué par les deux équipes terminant à la seconde place lors du premier tour.
| 14 mai 1995 | Torrino SC Roma | 2 – 0 | ZVK Hasselt |  |  |
|             |                 |       |             |  |  |

### Finale
Maspalomas Sol de Europa perd en final du titre continental à domicile contre Dina Moscou (5-6).
| 14 mai 1995 | Dina Moscou                                                                                    | 6 – 5   | Maspalomas Sol de Europa (es)                                  |  |  |
|             | Dmitrij Gorin (it) 8e · Eremenko 10e 19e 38e · Sergej Koščug (it) 23e · Arkadij Belyj (it) 37e | (3 – 1) | 4e 38e Renato · 24e Luis Martin · 29e Toni Alfonso · 35e Basti |  |  |

## Meilleurs buteurs
| # | Nom                 | Club                          | Buts |
| - | ------------------- | ----------------------------- | ---- |
| 1 | Konstantin Eremenko | MFK Dina Moscou               | 11   |
| 2 | Basti               | Maspalomas Sol de Europa (es) | 5    |
| 3 | Maes                | ZVK Hasselt                   | 3    |
| - | Rufo                | Maspalomas Sol Europa         | 3    |
| - | Renato              | Maspalomas Sol Europa         | 3    |
| - | Luis Martin         | Maspalomas Sol Europa         | 3    |